# Verità svelata dal Tempo
La Verità svelata dal Tempo, o più semplicemente La Verità, è una scultura di marmo opera di Gian Lorenzo Bernini, che si trova a Roma, alla Galleria Borghese.

## Storia

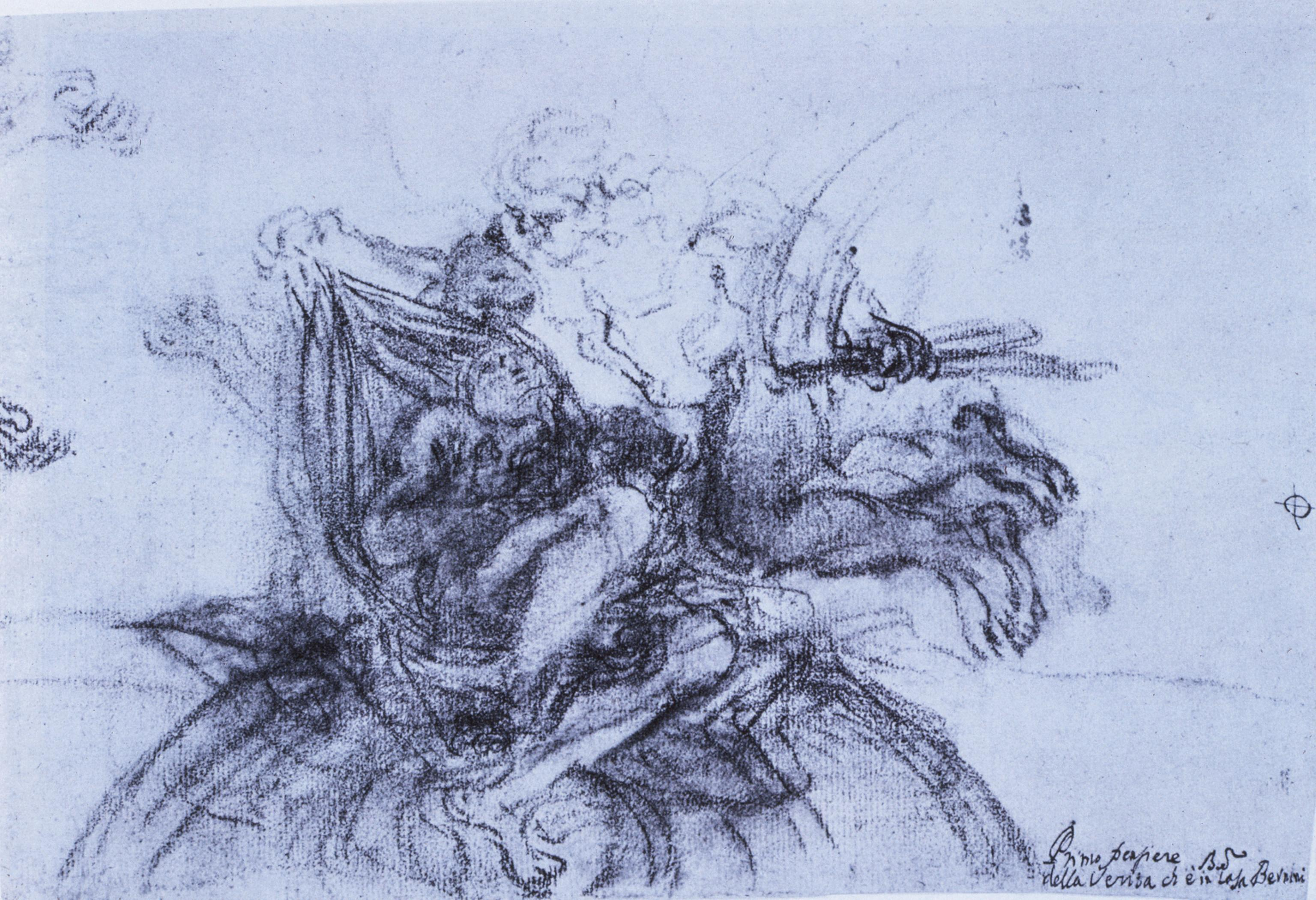
Uno dei disegni preparatori.

Fu eseguita tra il 1645 e il 1652; Bernini intendeva mostrare la Verità rappresentata allegoricamente come una giovane donna nuda che viene privata dei veli dalla figura del Tempo sopra di lei, ma questa seconda allegoria non è mai stata eseguita. Bernini aveva espresso la sua intenzione di aggiungere la figura nel 1665.
Secondo il figlio Domenico, la motivazione che spinse Bernini a creare l'opera fu l'intenzione di dare una risposta scultorea agli attacchi degli avversari, che ne avevano criticato il fallito progetto di costruire due torri sulla facciata della basilica vaticana. Sulla facciata erano apparse delle crepe a causa dell'incapacità delle fondamenta di sostenere le torri e la colpa fu data all'espansione architettonica del Bernini, anche se gli storici non sono sicuri della validità di questa leggenda.
Bernini iniziò i lavori preparatori per La verità nel 1645, durante un periodo critico che seguì la morte del suo patrono principale papa Urbano VIII; la figura della Verità fu in gran parte completata nel 1652. Nonostante la figura del Tempo non sia mai stata completata, Bernini, nelle sue volontà, lasciò la scultura in perpetuo al primo nato della sua famiglia, benché il Cardinale Mazarino avesse voluto comprarla.
Dopo che è stata scolpita era nello studio di Bernini a via della Mercede; nel 1852 fu trasferita nel palazzo dei discendenti di Bernini di via del Corso, dove era esposta sopra un blocco di stucco inclinato.
È rimasta lì fino al 1924, in seguito è passata alla Galleria Borghese e nel 1956 è stata acquistata a titolo definitivo dallo Stato italiano; è esposta nella sala VIII della Galleria Borghese. Inizialmente, come già visto, il supporto era inclinato, ma è ora esposta su un plinto piano.

## Descrizione

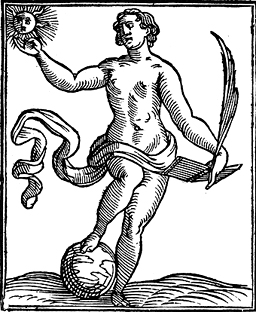
La Verità in Cesare Ripa, Iconologia.

La verità è raffigurata come una giovane donna seduta su una roccia: tiene il piede sinistro sopra un globo e nella mano destra tiene il sole. I veli che la coprono solo in minima parte sono tratti in alto. L'iconografia con la Verità che tiene il sole nella mano e poggia il piede sulla terra è presente nell'opera di Cesare Ripa, Iconologia.

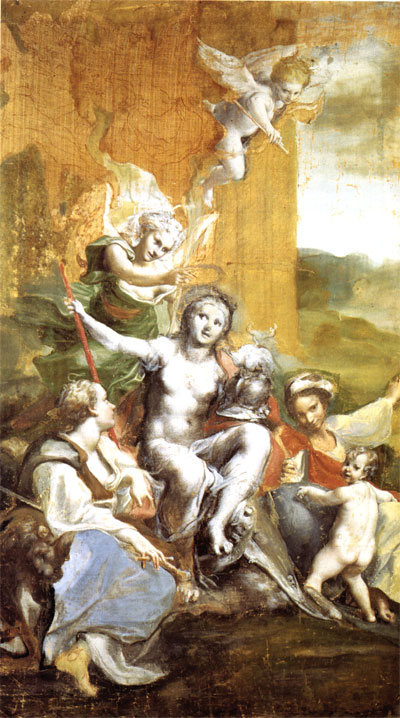
Allegoria della Virtù (1525), bozzetto incompiuto autografo del Correggio.

Dalla pagina della Galleria Borghese si può leggere inoltre: "Del gruppo scultoreo sono noti numerosi disegni autografi; nella figura della Verità si possono riconoscere dei legami con l’incompiuta Allegoria della Virtù di Correggio (Antonio Allegri) conservata presso la Galleria Doria Pamphilj di Roma".